# 連坐
連坐（英語：Collective punishment），又稱株連、旁坐、缘坐等，指一人犯錯集體受罰的刑罰制度，將特定人數的團體或者家族視為同一人，因此連帶受到處罰的其他人很可能本身並沒有犯錯。
目前除了朝鲜民主主义人民共和国之外，其他國家即使如阿富汗、俄羅斯、敘利亞這些獨裁國家亦已經完全廢除了所有連坐法例。在朝鲜，如果一个人犯罪（往往是政治犯罪，例如談論金氏三代領導人身高、不滿政府政治社會經濟的政策、脫北到南韓等）往往全家（一般三代）都要投入集中营关押數年甚至終身，该刑罚措施在全球引发了不小的争议。
與連坐相關的制度就是「聯保」，指連帶保證責任。

## 歷史
在東亞儒家文化圈以外的國家連坐制度通常運用於軍隊的戰時法律。英國的十戶聯保（Frankpledge）、溫徹斯特法（Statute of Winchester）等都有類似的集體處罰規定。一戰與二戰時期，佔領國對被佔領地人民或戰俘實施類似連坐的處罰規定，如納粹德國對猶太人、大日本帝國對中國人，苏联對德意志人以及波蘭人，美国對日本人，严重者甚至引發大屠殺。在和平時期有侵犯人權的問題，不過古代時期的中國、南北韓、日本、越南這些深受儒家文化影響的國家部分朝代和部分君主（主要是被評為暴君的君主）卻會在和平時期實施連坐法。
北韓在金日成的命令下，1970年代開始對政治犯家人三代實行連坐法，以根絕他們的血統（即階級制度的出身成份）。成为目前世界唯一一个仍然保留连坐刑罚制度的国家。

### 中國的連坐
一般認為，中國最早的有關株連制度的規定起源於《尚書》，到中國古代兵書《尉繚子》中，已有連坐的論說。西周時期周文王反對株連，「罪人不孥」，春秋時期，株連制度再次大行其道。
已知最早的連坐成文法由商鞅制定，秦國依靠商鞅變法，嚴刑峻罰的方式，迅速富國強兵並征服中原，建立第一個中央集權國家。隨後歷代王朝，除漢初「約法三章」等極少數時期外，在刑法領域沿用株連制度，連坐制度演變為朝廷管制民間的一般方法。秦以後，連坐的適用范圍受到一定限制，隋唐及以后歷代施行的刑律對謀反、謀叛、惡逆等重罪始終不同程度實行連坐。
五代時朱溫有『拔隊斬』的規定，成吉思汗的連坐法則外加將家屬處死；戚繼光的連坐法，是以甲（九人稱之一甲）為單位處斬；清朝八旗軍的連坐法也相當嚴厲。
中國大陸的連坐法直到清末新政才徹底廢除。
2023年12月26日，全國人大法工委表示有地方对涉罪人员近亲属进行连坐，這違反了憲法，並督促各地禁止連坐。
2024年6月3日，香港特別行政區政府房屋署收回羅冠聰母親的公屋單位，房屋署指原因是「出現欠租情况並違反租約」，評論則認為是針對流亡中的羅冠聰，是株連家人的連坐法。

## 革命軍連坐法
1926年1月6日，黃埔軍校校長蔣介石公佈對黃埔軍校的連坐法，主要內容為：
1. 班长同全班退，则杀班长。
2. 排长同全排退，则杀排长。
3. 连长同全连退，则杀连长。
4. 营长同全营退，则杀营长。
5. 团长同全团退，则杀团长。
6. 师长同全师退，则杀师长。
7. 军长亦如之。
8. 军长不退，而全军官兵皆退，以致军长阵亡，则杀军长所属之师长。
9. 师长不退，而全师官兵皆退，以致师长阵亡，则杀师长所属之团长。
10. 团长不退，而全团官兵皆退，以致团长阵亡，则杀团长所属之营长。
11. 营长不退，而全营官兵皆退，以致营长阵亡，则杀营长所属之连长。
12. 连长不退，而全连官兵皆退，以致连长阵亡，则杀连长所属之排长。
13. 排长不退，而全排皆退，以致排长阵亡，则杀排长所属之班长。
14. 班长不退，而全班皆退，以致班长阵亡，则杀全班兵卒。

东征讨伐陈炯明时，黄埔教导第一团第一营第三连连长临战逃跑，东征结束后按照连坐法处决。
1938年2月25日国民政府军事委员会颁布《国军抗战连坐法》，擴大為縱的連坐與橫的連坐，废止《革命軍連坐法》。抗战后期，军事委员会颁布《国军抗战连坐法补充各点》，不必经过军法审判，各级军官直接处置下级的生杀权。
1957年4月4日颁布《國軍作戰連坐令》，包含三軍及非作战单位：
| 國軍作戰連坐令 四十六年四月四日 總統台統（二）實字○三一四號代電核定 第一章 總則 第一條 為激烈國軍官兵獻身殉國之精神，達成協同一致之要求，俾同舟共濟，奮勇無前，以殲滅敵人完成作戰任務，特訂國軍作戰連坐令（以下簡稱本令）。 第二條 凡負有作戰任務之國軍官兵，均應發揮革命軍人傳統精神，無論情況如何艱危，不得擅自脫離戰場或臨陣退縮，違者概依本令懲辦之。 第三條 本令分縱的連坐及橫的連坐。 第二章 陸軍 第四條 陸軍縱的連坐適用於臨陣擅自退卻之官兵，其規定如左： 一、班長同全班退，則殺班長。班長不退而其士兵退，則殺其擅退之士兵。 二、排長同全排退，則殺排長。排長不退而其官兵退，則殺其擅退之班長。 三、連長同全連退，則殺連長。連長不退而其官兵退，則殺其擅退之排長。 四、營長同全營退，則殺營長。營長不退而其官兵退，則殺其擅退之連長。 五、旅（團）長同全旅（團）退，則殺旅（團）長。旅（團）長不退而其官兵退，則殺其擅退之營長。 六、師長同全師退，則殺師長。師長不退而其官兵退，則殺其擅退之旅（團）長。 七、軍長同全軍退，則殺軍長。軍長不退而其官兵退，則殺其擅退之師長。 八、各級官兵不退，而軍長以上指揮官擅自脫離戰場、放棄指揮責任者，則殺該指揮官。 九、各級指揮官如被所屬官兵以非法手段使之失去指揮能力而退卻者，則殺其為首及與謀之官兵。 十、後勤部隊遇敵空降部隊、游擊部隊，或暴民襲擊我後勤設施及運輸，應即執行戰鬥任務。如臨陣擅自退卻者，完全適用本條上述各款條文之規定。 第五條 陸軍橫的連坐適用於同一戰場之作戰部隊，其規定如左： 一、在同一戰線上或同一戰場內之作戰部隊，如坐視鄰接友軍遭受慘重犧牲，而遲疑觀望不為救援，除有特別命令外，該部隊長依情況得予撤職或停職，交軍法審判。 二、凡受命救援支援掩護或策應友軍之部隊，如奉行不力而致友軍遭受重大損害而影響戰局，該部隊長予以撤職或停職，交軍法審判。 三、凡被救援支援掩護或策應之部隊自行動搖，不能配合行動，致陷救援支援掩護或策應之部隊於危殆、或遭受重大損害者，該部隊長予以撤職或停職，交軍法審判。 四、後勤機關部隊，除人力不能抗拒之原因外，不能將補給品照命令規定之時間數量送到戰場部隊，致陷戰鬥部隊於危殆者，該後勤機關部隊主官撤職，交軍法審判。 第六條 陸軍作戰特設之戰場督戰隊及戰時軍紀糾察隊，悉遵部頒規定辦理。 第三章 海軍 第七條 海軍縱的連坐適用於鄰陣擅自退卻之艦隊、艇隊及艦艇，其規定如左： 一、艦長艇長率艦艇退，則殺艦長艇長。 二、艇隊隊長率艇隊退，則殺艇隊長。艇隊之指揮艇不退而所屬之艇隻退，則殺擅退之艇長。 三、艦隊之區隊長或分隊長率區隊或分隊退，則殺區隊長或分隊長。區隊或分隊艦艇之旗艦不退而所屬艦艇退，則殺擅退之艦長艇長。 四、艦隊之戰隊長率戰隊退，則殺戰隊長。戰隊艦艇之旗艦不退而所屬之區隊或分隊退，則殺擅退之區隊長或分隊長。 五、艦隊司令率艦隊退，則殺艦隊司令。艦隊司令旗艦不退而所屬戰隊艇隊退，則殺所屬擅退之戰隊長艇隊隊長。 六、艦艇官兵不退而艦隊艇隊指揮官退，則殺其擅退之指揮官。 七、艦長艇長以上之各級指揮官如被所屬官兵以非法手段使之失去指揮能力而退卻者，則殺其為首及與謀之官兵。 第八條 海軍橫的連坐適用於同一戰區或附近戰場內之海軍作戰部隊，其規定如左： 一、在同一戰區或附近戰場內之作戰艦隊艇隊或艦艇，如坐視鄰接艦隊艇隊或艦艇遭受慘重犧牲，遲疑觀望不為救援，除受有特別命令外，該艦艇隊以上之指揮官或艦長艇長，依情況予以撤職或停職，交軍法審判。 二、凡受命救援支援掩護或策應友軍之艦隊艇隊或艦艇，如奉行不力而致被救援友軍遭受重大損害或影響戰局者，該艦艇隊以上之指揮官或艦長艇長予以撤職或停職，交軍法審判。 三、凡被救援支援掩護或策應之艦隊艇隊或艦艇，自行動搖不能配合行動，致陷救援支援掩護或策應之艦艇隊或艦艇於危殆及遭受重大損害者，該艦艇隊以上之指揮官或艦長艇長予以撤職或停職，交軍法審判。 第九條 在陸上遂行作戰之海軍部隊官兵適用本令第二章之規定。 第四章 空軍 第十條 空軍空中作戰情況特殊，應本其傳統精神以遂行戰鬥、達成任務。如作戰不力、殆誤戰機，致影響戰局，其空中指揮官或戰鬥員應依本令精神，予以撤職或停職，交軍法審判。 第十一條 在地面遂行作戰之空軍部隊適用本令第二章之規定。 第五章 聯合作戰 第十二條 聯合作戰之指揮系統，經明令確定後，即應各盡職責，遂行作戰。原屬軍種或部隊建制系統，不得利用原有隸屬關係，暗中操縱，以影響聯合作戰行動。如因此而陷戰局於不利，其暗中操縱與聽從，併交軍法審判。 第十三條 聯合作戰縱的連坐，其指揮隸屬關係概依作戰命令規定行之。 第十四條 凡兩個軍種以上之聯合作戰，如某一軍種未能達成協同任務，致使友軍犧牲甚大或陷於危殆者，該不能達成任務之軍種指揮官，依情況得交軍法審判。 第六章 政戰 第十五條 政戰主管如遇特殊情況，奉有命令，得對部隊長強行制止。如未能達成任務，應與部隊長連坐處分同。 第十六條 政戰主管發現同級部隊長有違令現象，應及時建議制止，並一面向上及報告，一面會同戰場督戰隊強行制止，否則應與部隊長連坐處分同前項處置。如受挾制威脅，不能遂行任務時，不予處罰。 第十七條 部隊長於部隊行動時，致政戰主管於不管，致政戰主管陣亡被俘或失蹤者，得予撤職或停職，交軍法審判。 第十八條 政戰主管對橫的連坐，應負監察及事後檢舉之責。如不遂行任務，得交軍法審判。 第七章 執行程序 第十九條 凡違本令之官兵，得由該管直屬指揮官會同同級政戰主管，予以扣押，報請上一級指揮官核准執行之。 第二十條 本令之執行，以經過軍法審判為原則。但前線指揮官於情況急迫、影響戰局重大時，對其部屬所犯專科死刑之事證明確者，得會同政戰主管作緊急處理，隨後補呈卷判。前項緊急處置，如事後發現與事實不符，或有重大錯誤者，該指揮官及政戰主管與審判人員應分別依法治罪。 第八章 附則 第二十一條 其他參加作戰之部隊機關官兵得依情節適用本令。 第二十二條 凡在地面作戰之部隊機關官兵，適用本令第二章之規定。其乘艦艇在水上作戰之部隊機關官兵，適用本令第三章之規定。 第二十三條 陸海空軍各級主官及政戰主管之代職者，或因陣亡後之繼任者，均適用本令。 第二十四條 本令自公布日實施。 |

## 參閱
- 什伍連坐法
- 保甲
- 族诛